# Zensur im Zweiten Weltkrieg (Schweiz)
Die Zensur im Zweiten Weltkrieg in der Schweiz umfasste sowohl die zivile als auch die militärische Kommunikation. Für die zivile Zensur war die Abteilung Presse und Funkspruch (APF) zuständig, deren Sektionen entweder dem Armeekommando oder dem Bundesrat unterstanden. Hierzu arbeitete die APF mit den Post-, Telefon- und Telegrafenbetriebe (PTT) zusammen, da die PTT über das nötige technische Wissen verfügte. Die militärische Zensur, die den Postverkehr der internierten ausländischen Armeeangehörigen betraf, lag in der Zuständigkeit der Feldpost der Schweizer Armee. Die Feldpost leitete die Postsendungen zur Kontrolle an eine eigens dafür geschaffene Zensurstelle in Bern.

## Zivile Zensur
Während des Zweiten Weltkriegs war der freie Postverkehr für die Schweizer Bevölkerung grundsätzlich gewährleistet. Wurde jedoch eine Person oder eine Organisation im Inland als potenziell gefährlich identifiziert, konnte die Politische Polizei eine sogenannte Postsperre veranlassen, was zur Folge hatte, dass Postsendungen von und an die Person oder Organisation abgefangen und kontrolliert werden durften. Um die Postsperren durchzusetzen, wurden Überwachungslisten mit den Namen der Personen und Organisationen an die jeweiligen Kreispostdirektionen gesandt. Die Öffnung von Briefen und Paketen war hingegen Aufgabe der Politischen Polizei. Die PTT fing deshalb die Post an und von den betreffenden Personen ab und leitete sie an die Politische Polizei weiter.
Gestützt auf eine Weisung der Abteilung Presse und Funkspruch war die Post beauftragt, verschlossene Post aus dem Ausland oder ins Ausland stichprobenweise zu kontrollieren. Zwar war der Postverkehr mit dem Ausland grundsätzlich gestattet, nach den Weisungen der APF war jedoch der gesamte Postverkehr aus der Schweiz ins Ausland und aus dem Ausland in die Schweiz einer Kontrolle unterworfen und konnte bei Bedarf zensiert werden. Ausgenommen von diesen Regelungen waren Sendungen von und an Behörden der Eidgenossenschaft, der Kantone, Bezirke und Gemeinden sowie Sendungen von und an ausländische Gesandtschaften in der Schweiz, den Völkerbund, die Internationale Arbeitsorganisation, die Bank für internationalen Zahlungsausgleich, die ständigen Vertretungen beim Völkerbund und das Internationale Rote Kreuz. Verdächtige Postsendungen durften vom Postpersonal nicht geöffnet werden, sondern mussten der Bundesanwaltschaft zur Kontrolle übermittelt werden. Ziel des Zensurprozesses war es, ausländische Spionage und Propaganda zu unterbinden.
Die PTT war ausschliesslich in den Zensurprozess der Auslandpresse, nicht aber der Inlandpresse involviert. Presseerzeugnisse, die gegen die Zensurbestimmungen zu verstossen schienen, wurden vom Postpersonal an die Generaldirektion PTT und von dort für die Kontrolle und allfällige Zensurmassnahmen an die Bundesanwaltschaft weitergeleitet. Ende Februar 1940 wurde die Überprüfung der ausländischen Presseerzeugnisse an die "Sektion Auslandpresse" der APF. Den jeweiligen Kreispostdirektionen wurden Listen mit potenziell staatsgefährlichem Propagandamaterial zugestellt.
Für die Telefon- und Telegrafenzensur war zu Beginn des Krieges auch die PTT zuständig, da diese über die nötige Infrastruktur, ausgebildetes Personal und über die notwendige Erfahrung verfügte. Überwacht wurde beispielsweise die Kommunikation der Gesandtschaften. Besonders der Telefonverkehr der Deutschen, Französischen, Italienischen und der Englischen Gesandtschaft wurde abgehorcht. Die PTT bildeten das notwendige Personal für die Sektion „Telegraf und Telefon“ der APF aus und stellten dieser auch die Räumlichkeiten und die technischen Geräte zur Verfügung. „Unerwünschte Gespräche“ sollten nicht unterbrochen, sondern vielmehr inhaltlich erfasst werden. Einige Mitarbeiter der PTT und die Sektion „Telegraf und Telefon“ der APF waren dafür zuständig, dass aus militärstrategischen Gründen beispielsweise keine Wetter- und Witterungsberichte telegrafisch übermittelt wurden. In Regionen, in denen es keine militärische Zensurstelle gab, wurde die PTT damit beauftragt, Telefonüberwachungen auszuführen. Technisch war es aber nicht möglich, alle Gespräche zu kontrollieren und wenn nötig zu unterbrechen. Denn rund 60 % der Telefonverbindungen konnten selber hergestellt werden und bedurften keiner Verbindung durch eine Telefonistin.
Weil die Zensur eine zeitliche Verzögerung nach sich zog, wirkte sich dies negativ auf die Börsen und Devisengeschäfte aus. Deshalb wurden auf den 10. November 1939 Banktelegramme der Nachzensur unterstellt. Einige Banken nutzten die Nachzensur jedoch aus, um Nachrichten mit verbotenem Inhalt zu übermitteln, weshalb sämtliche Banktelegramme auf den 14. Juli 1943 wieder der Vorzensur unterstellt wurden. Mit diesem Beschluss waren nun alle telegraphierenden Personen und Firmen – mit Ausnahme der Gesandtschaften und Konsulate – rechtlich wieder gleichgestellt.
Laut der Feldtelegrafenordnung hätte im Kriegsfall die Telefonverbindung mit dem Ausland unterbrochen und die Telegrafenverbindung durch eine Zensurbehörde überwacht werden sollen. Auf ausdrücklichen Wunsch des Vorstehers des Eisenbahn- und Postdepartementes, Bundesrat Marcel Pilet-Golaz, beliess es der Bundesrat aber bei der Überwachung des Telefonverkehrs.

## Militärzensur (Interniertenpost)
Nachdem ab Juni erste Internierte von der Schweiz aufgenommen wurden, organisierte die Feldpost deren Postverkehr. Während des Kriegs wurden insgesamt rund 24 Mio. Sendungen von und an die über 100'000 Kriegsinternierten verschickt.
Am 25. Juni 1940 verfügte der Kommissär für Internierungen des Armeekommandos die Zensur der ein- und ausgehenden Interniertenpost. Bereits einen Tag später trat die Zensurstelle in Bern ihren Dienst an. Die Zensurstelle war durch das hohe Postaufkommen häufig überlastet, was zu Verzögerungen bei der Zustellung führte. Der Feldpostdirektor, Oberst Hans Frutiger, beantragte deshalb bereits am 21. August 1940 die Aufhebung der generellen Zensur der Interniertenpost und verlangte eine Beschränkung auf bestimmte Personengruppen. Obwohl er sein Anliegen mehrfach erneuerte, blieb Frutiger während der gesamten Kriegszeit erfolglos.
Gemäss Postbefehl, der an allen Briefeinwürfen in den Internierungslagern angeschlagen werde musste und in zahlreiche Sprachen übersetzt wurde, war es den Internierten nicht erlaubt, die Zivilpost zu benutzen, sich Post an Privatadressen schicken zu lassen oder ein Pseudonym zu benutzen. Sämtliche Briefe an und von Internierten wurden von der Feldpost von deren Interniertenpostbüro in Münchenbuchsee, später in Gümligen, der Zensurstelle in Bern zugeführt und durften erst zugestellt werden, sobald ein Zensurstreifen mit der Aufschrift „Geöffnet, Zensurstelle für Interniertenpost“ angebracht war. Auf Postkarten wurde ein entsprechender Stempel angebracht. Pakete kontrollierten die Lagerkommandanten vor Ort im Lager. Fanden sie schriftliche Mitteilungen oder Drucksachen, liessen sie diese ebenfalls der Zensurstelle zukommen. Den Transport der Postsachen übernahm die Zivilpost, mit der die Lagerkommandanten feste Abholzeiten vereinbarten.
Die Feldpostverantwortlichen beklagten sich immer wieder darüber, dass die Zensur problemlos umgangen werden könne und deshalb wirkungslos sei. Internierte könnten beispielsweise ihre Briefe frankieren und in einen Briefkasten der Zivilpost werfen, was sich trotz strengen Kontrollen nicht verhindern liesse.
Die Militärzensur wurde in der Schweiz am 20. Dezember 1945 aufgehoben. Die meisten europäischen Länder hoben die Zensur für Kriegsinternierte deutlich früher auf.